# Es begann um Mitternacht (1950)
Es begann um Mitternacht ist ein 1950 entstandener deutscher Kriminalfilm von Peter Paul Brauer mit Winnie Markus, Albert Matterstock und Heli Finkenzeller in den Hauptrollen.

## Handlung
Ein Rechtsanwalt wird zu mitternächtlicher Stunde auf der Straße von einer jungen Dame angesprochen. Sie bittet ihn, ihr dabei zu helfen, in eine Villa einzusteigen. Sie sagt, dies sei ihr Haus, sie habe nur bedauerlicherweise den Haustürschlüssel verloren. Dies ist allerdings ein wenig geschwindelt, denn die Frau will durchaus einbrechen, hat jedoch für ihre Straftat edle Motive. Sie will einige an den halbseidenen Villenbesitzer, einen Baron, gerichtete Liebesbriefe zurückholen, die ihre nur wenig ältere Schwiegermutter einst an diesen Herrn geschrieben hatte.
Der mitternächtliche „Raubzug“ gelingt, doch nun meldet sich eben jener windige Adelige bei der Polizei mit der Behauptung, man habe bei ihm eingebrochen, und ihm sei ein wertvolles Kollier entwendet worden. Lange kommt er mit dieser Lüge nicht durch, und nach allerlei Verwicklungen kann man den Baron als Versicherungsbetrüger entlarven. Die junge Einbrecherin, die zwischenzeitlich in den Verdacht geraten war, die Juwelendiebin zu sein, wird rehabilitiert und kann den hilfsbereiten Rechtsanwalt schließlich heiraten.

## Produktionsnotizen
Es begann um Mitternacht entstand 1950 in Berlin (Innen- wie Außenaufnahmen) und wurde am 5. Januar 1951 im Wuppertaler Thalia-Kino uraufgeführt.
Alfred Bittins übernahm die Produktionsleitung, Kurt Herlth und Hans Luigi gestalteten die Filmbauten.

## Kritik
Im Lexikon des Internationalen Films heißt es: „Klamaukhaft-frivoles Lustspiel ohne Charme und Eleganz.“